# Imant monomolecular

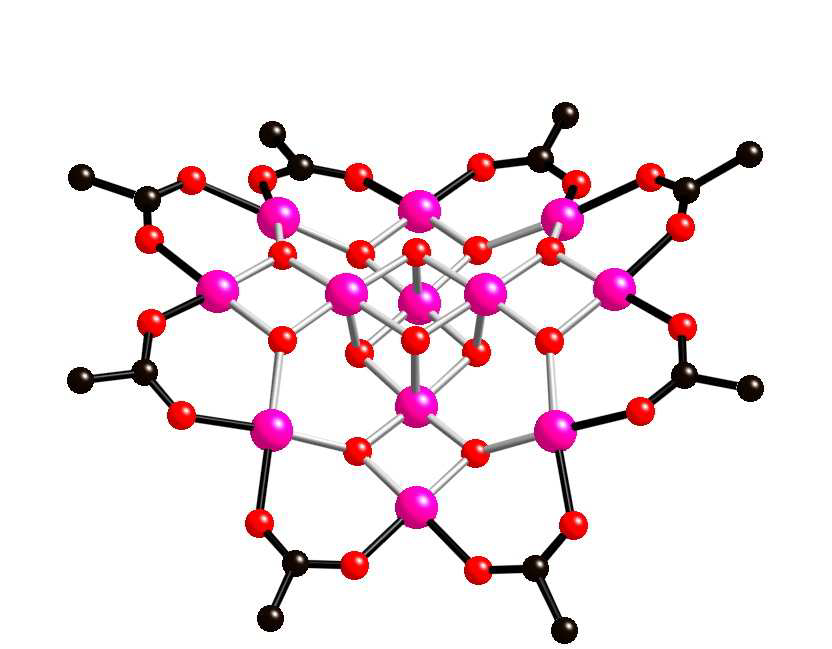
Vista superior del Mn₁₂, anomenat la Drosophila de les molècules imant

Els imants monomoleculars o molècules imant són sistemes en els quals es pot obtenir magnetització permanent i histèresi magnètica (normalment, a temperatures extremadament baixes), no pas amb un ordenament magnètic tridimensional, sinó per un fenomen purament monomolecular. El nom d'imant no és estrictament adequat, ja que els imants reals impliquen un nombre molt gran de centres acoblats. No obstant això, la comunitat científica l'ha adoptat per ser evocatiu de les propietats magnètiques d'aquest tipus de molècules.
Els imants moleculars són interessants tant des d'un punt de vista purament teòric, pel seu comportament quàntic, i des d'un punt de vista pràctic (encara en etapa especulativa) tant com a candidats a qubits per computació quàntica, com per a refredar sistemes a temperatures molt baixes (per sota d'1 K).